# Néoux
Néoux ist eine Gemeinde im Zentralmassiv in Frankreich. Sie gehört zur Region Nouvelle-Aquitaine, zum Département Creuse, zum Arrondissement Aubusson und zum Kanton Aubusson. Sie grenzt im Norden an Saint-Alpinien, im Nordosten an Saint-Silvain-Bellegarde, im Osten an Saint-Avit-de-Tardes, im Südosten an Saint-Pardoux-d’Arnet, im Süden an Saint-Maurice-près-Crocq und Pontcharraud, im Südwesten an Saint-Frion sowie im Westen an Sainte-Feyre-la-Montagne, Moutier-Rozeille und Saint-Pardoux-le-Neuf.

## Bevölkerungsentwicklung
| Jahr      | 1962 | 1968 | 1975 | 1982 | 1990 | 1999 | 2006 | 2011 | 2012 |
| --------- | ---- | ---- | ---- | ---- | ---- | ---- | ---- | ---- | ---- |
| Einwohner | 505  | 461  | 373  | 339  | 295  | 300  | 303  | 299  | 296  |

## Sehenswürdigkeiten

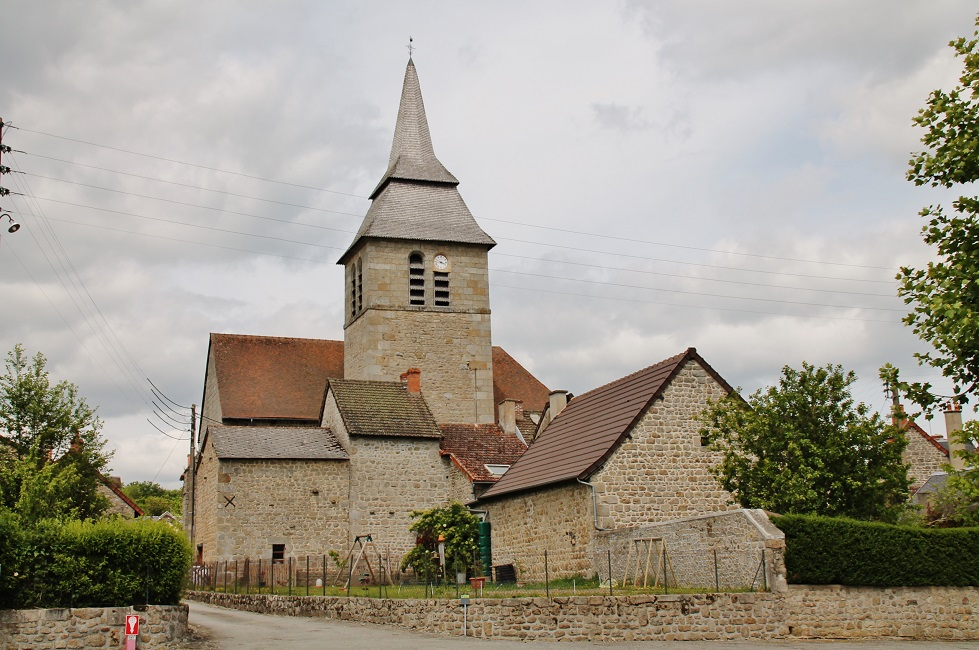
Kirche Saint-Martial

- Kirche Saint-Martial